# Rapid application development
Rapid application development (RAD) is een softwareontwikkelmethode, ook wel methodische aanpak voor het ontwikkelen van software in projectvorm. RAD is een concept dat organisaties in staat stelt softwaresystemen sneller en van betere kwaliteit te (laten) ontwikkelen.
De belangrijkste elementen van RAD zijn:
- Het verzamelen van eisen aan de hand van workshops of focusgroepen
- Prototyping en vroegtijdige herhaalde gebruikerstesten van modellen
- Het hergebruik van softwarecomponenten
- Snelle ontwikkeling door uitstel van ontwerpverbeteringen tot de volgende versie
- Minder formaliteit in verslagen en andere team communicatie

RAD maakt meestal gebruik van de methodologie van objectgeoriënteerd programmeren. De populairste objectgeoriënteerde programmeertalen zijn C++, Java en C#. Het concept kan ook worden toegepast op de ontwikkeling van hardware.

## Geschiedenis
RAD is een antwoord op de niet flexibele processen ontwikkeld in de jaren zeventig van de twintigste eeuw, zoals de watervalmethode. Het probleem met vorige methodologieën was dat het bouwen van toepassingen zo lang duurde, dat de vereisten al gewijzigd waren vooraleer het ontwikkeld was. Dit resulteerde in onbruikbare toepassingen. Gebaseerd op ideeën van Barry Boehm, Scott Shultz en James Martin is RAD ontwikkeld in de jaren tachtig bij IBM en uiteindelijk geformaliseerd en gepubliceerd in een boek in 1991.